# Isle de Jeanette Marie
Isle de Jeanette Marie ist eine der Campbell-Inseln, einer Gruppe kleiner subarktischer Inseln vor der zu Neuseeland gehörenden Insel Campbell Island im südlichen Pazifischen Ozean.

## Geographie
Die 470 m lange und bis zu 335 m breite Insel befindet sich 800 m nordwestlich des Courrejolles Point mit seiner 1,8 km ins Meer hineinragenden Landzunge vor der Nordwestküste von Campbell Island. Sie erhebt sich mit ihren steil abfallenden Felsen bis knapp über 100 m aus dem Meer.

## Geologie
Isle De Jeanette Marie besteht aus Basalt-Gestein. Die Insel entstand durch Erosion und war ursprünglich Teil des ehemaligen Vulkans, der die Insel Campbell Island im späten Känozoikum bildete.

## Flora und Fauna
Im November 1997 landete ein Team von Wissenschaftler mit dem Helikopter auf Isle de Jeanette Marie, um nach Populationen von Campbell-Enten zu suchen, die zuvor auf Dent Island gefunden wurden und als ausgestorben galten. Sie wurden nicht fündig. Nachgewiesen werden konnten allerdings Populationen von Mollymawk, eine mittlere Größe von Albatrosse. Sie siedeln in den Klippen einer nach Südosten ausgerichteten geschützten Bucht.

## Weltnaturerbe
Als Teil von Campbell Island zählt die Insel mit zum im Jahr 1998 anerkannten UNESCO-Weltnaturerbe, in dem die subarktischen Inselgruppen The Snares, Bounty Islands, Antipodes Islands, Auckland Islands und die Insel Campbell Island den Schutzstatus ausgesprochen bekommen haben.